# Краузе, Вильгельм
Вильгельм Краузе (нем. Wilhelm Krause; 12 июля 1833 — 4 февраля 1910) — немецкий анатом и гистолог.

## Биография
Работал в Ганновере, ранее учился медицине в Гёттингене, Берлине и Вене; в 1860 экстраординарный профессор анатомии в Гёттингене, в 1892 приглашен в Берлин директором лаборатории анатомического музея. Весьма плодотворная научная деятельность Краузе обнимает как анатомию, так и гистологию и физиологию. Из более крупных работ заслуживают особого внимания: «Die terminalen Körperchen der einfach sensiblen Nerven» (названные по К. Краузевы тельца, Ганновер, 1860); «Anatomische Untersuchungen» (1861); «Die Anatomie des Kaninchens» (1868); «Die motorischen Endplatten der quergestreiften Muskelfasern» (1869) и т. д. Кроме этого Краузе издал два учебника анатомии человека: «Handbuch der menschlichen Anatomie» (Ганновер, 1876,1879, 1880, 3 т.); «Handbuch der Anatomie des Menschen» (Лпц., с 1899).

## Источник
- Краузе, Вильгельм // Энциклопедический словарь Брокгауза и Ефрона : в 86 т. (82 т. и 4 доп.). — СПб., 1890—1907.